# Habenaria goyazensis
Habenaria goyazensis är en orkidéart som beskrevs av Célestin Alfred Cogniaux. Habenaria goyazensis ingår i släktet Habenaria och familjen orkidéer. Inga underarter finns listade i Catalogue of Life.